# Мейер, Адольф (архитектор)

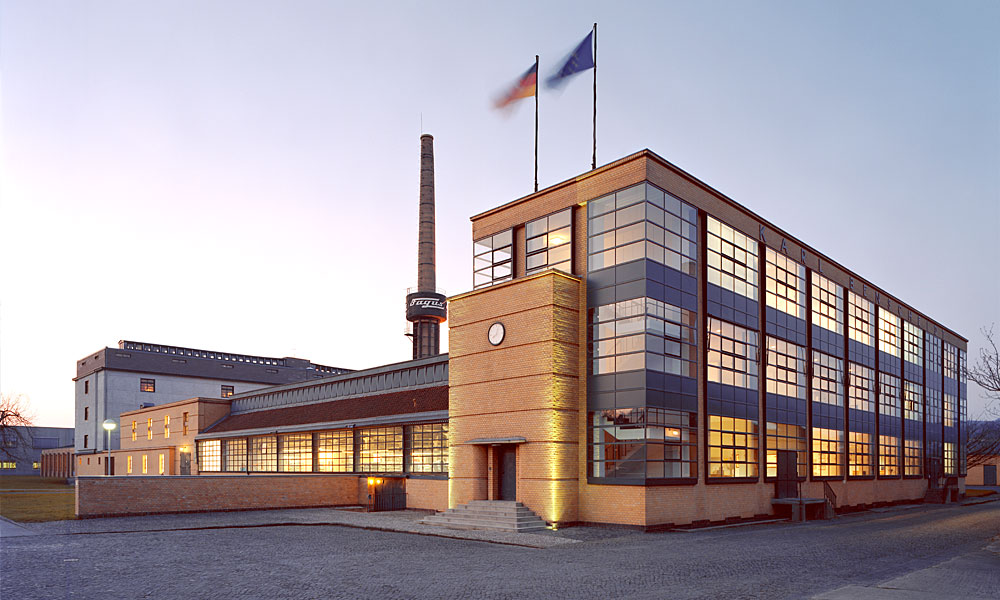
А. Гропиус, А. Мейер Обувная фабрика Фагус в Альфельде

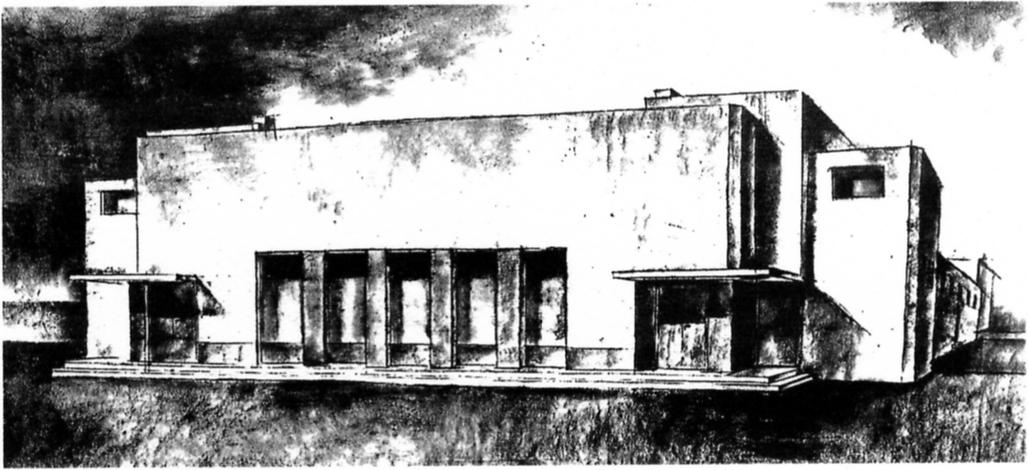
В.Гропиус, А.Мейер Городской театр в Йене (1921—1922)

Адольф Мейер (нем. Adolf Meyer, 17 июня 1881, Мехерних — 14 июля 1929, Бальтрум) — немецкий архитектор.

## Биография
А. Мейер изучал архитектуру в Школе прикладного искусства Дюссельдорфа. В 1907—1908 годах он работает в бюро у Петера Беренса. В 1909 году он поступает в бюро Бруно Пауля в Берлине, а с 1910 года А. Мейер сотрудничает с Вальтером Гропиусом. В 1915 Мейер становится у Гропиуса руководителем бюро, а затем — и его партнёром. В 1919 году Гропиус приглашает его как преподавателя в Баухаус в Веймаре, где Мейер читает лекции по техническому черчению и конструктивизму. В 1922 году архитектор от группы Гропиуса участвует в конкурсе по созданию небоскрёба Tribune Tower в Чикаго.
С 1925 года А. Мейер практикует как свободный архитектор в Веймаре. С 1926 он — городской советник по строительству во Франкфурте-на-Майне, а также преподаёт в местной художественной школе. В 1929 году архитектор утонул во время купания на острове Бальтрум в Северном море.

## Сочинения
- Ein Versuchshaus des Bauhauses in Weimar. (= Bauhausbücher, Band 3) Verlag Albert Langen, München 1925. (Typografie von Adolf Meyer)